# بولغري
بولغري ( برغاماسك : Bólgher ) هي إحدى مدن مقاطعة بيرغامو في لومباردي بإيطاليا. تقع في السهل بين نهري سيريو وأوغليو، 13 على بعد كم من جنوب شرق بيرغامو.

## الكوميونات المحيطة
- جورلاغو
- كاروبيو ديجلي أنجيلي
- تشيودونو
- Telgate
- جروميلو دل مونتي
- بالوسكو
- تكلس
- كوستا دي ميزات

## روابط خارجية
- eng / comuni / bg / bolgare / bolgare.html بلدة بولغار
- شعار بولغار